# 帧
在计算机网络和通信领域，訊框，又稱讯框或影格是一个包括「訊框同步序列」的数字数据传输单元或數位封包。訊框同步序列的意义在于接收器通过一串特定的连续比特或符号来确定一個訊框的开始和结束。如果一個接收器在一個訊框傳輸的過程中時被接入到系统中，它会忽视接收到的数据直到它检测到一个新的訊框同步序列。
在计算机网络领域中，訊框是OSI模型的第2层（数据链路层）的数据封包。訊框是「一个数据链路层的传输单元，由一個数据链路层首部和其攜帶的封包所组成」。比如：乙太網路訊框、PPP訊框等等。詳見以太网帧格式。
在通信领域，特别是时分多路复用（TDM）和时分多址（TDMA），訊框是由一个固定数目的时间槽组成的循环重复数据块，每个时间槽都是一个逻辑的TDM频道或者是TDMA传送器。在这种情况下，訊框一般是物理层的实体。TDM的应用实例是SONET/SDH和宽带综合业务数字网。 TDMA的例子是2G和3G电路交换蜂窝语音服务。